# Герб Володимирця
Герб Володи́мирця — офіційний символ смт Володимирець Рівненської області. Затверджений 2 жовтня 1997 року сесією Володимирецької селищної ради.

## Опис (блазон)
У синьму полі срібний півмісяць ріжками вниз, у нього встромлено зверху два золоті мечі, вгорі золотий дзвін, внизу — золота 6-променева зірка.

## Зміст
У цих символах підкреслюється роль князів Четвертинських у розвитку Володимирця (півмісяць з мечами та зірка є елементами родового герба Четвертинських), відображається його значення як укріпленого поселення та вказується на характерний місцевий промисел (дзвін є символом пильності і оборони від ворогів, а також означає давнє ливарне ремесло).

## Автори
Автори — А. Б. Гречило та Ю. П. Терлецький.